# مصطلحات خاصة بتوليد الطاقة

## أنظمة تحويل الطاقة
هناك بعض المصطلحات الخاصة بأنظمة تحويل الطاقة من مصادر الطاقة المختلفة، ومن أكثر هذه المصطلحات شيوعا ما يعرف باسم كثافة القدرة (بالإنجليزية: Power density)

و تعرف أنها:

«القدرة لكل وحدة حجم».

و تقاس بالكيو وات/متر مكعب.

و القدرة النوعية (بالإنجليزية: Specific power) تعرف أنها:

«القدرة لكل وحدة كتل من الوقود».

و تقاس ب ك.وات/كجم وقود.

## توليد الكهرباء
كما يوجد مصطلحات تتعلق بمحطات توليد القدرة الكهربية، ومن أهمها الكفاءة الحرارية لمحطات توليد القدرة الكهربية من الطاقة الحرارية. وعلى الرغم من أن الكفاءة ليست لها وحدات إلا أن اختلاف نوعية الطاقة المولدة (الكهربية) عن طاقة المصدر (الحرارية) فهذا يعني أن الكفاءة وحداتها هي وحدات كهربية منسوبة إلي وحدات طاقة حراية.
و في المحطات الحرارية يستخدم مصطلخ آخر بديل عن الكفاءة وهو معدل إستهلاك الحرارة أو معدل الحرارة (بالإنجليزية: Heat rate) وهو مصطلح مفضل لدي المهندسين العاملين في محطات توليد القدرة الكهربية من الحرارة، ويعطي معدل إستهلاك الحرارة عدد الوحدات الحرارية المستهلكة لتوليد وحدات طاقة كهربية، ويحسب من العلاقة التالية:

Heat rate = 3412\ηth

و يقاس ب ك.جول/ك.وات.ساعة

و بالنسبة للمحطة المولدة للطاقة الكهربية فهناك معامل يعبر عن استخدام المحطة بالنسبة لسعتها ويعرف باسم معامل السعة(بالإنجليزية: Capcity factor), ويرمز له CF ويعرف أنه

"النسبة بين القدرة المتوسطة(بالإنجليزية: Average power) للمحطة في خلال فترة زمنية محددة إلي القدرة الاسمية(بالإنجليزية: Rated power) لها".

و يمكن حسابه من العلاقة التالية:

CF = Pav/Prated

حيث:
- CF: معامل السعة
- Pav: القدرة المتوسطة للمحطة
- Prated: القدرة الاسمية (التصميمية) للمحطة.

## إستهلاك الطاقة
و بالنسبة لمستهلك الطاقة فهناك معامل يسمي معامل الحمل (بالإنجليزية: Load factor) ويعرف أنه:

«النسبة بين القدرة المتوسطة لهذا النظام المستهلك للطاقة خلال فترة زمنية محددة إلي القدرة القصوي لهذا المصدر».

و يمكن حسابه من العلاقة التالية:

LF = Lav / Lmax

حيث:
- LF: معامل الحمل.
- Lav: القدرة المتوسطة.
- Lmax: القدرة القصوي.